# Домик няни А. С. Пушкина
«До́мик ня́ни А. С. Пу́шкина» — музей крестьянского быта, посвящён Арине Родионовне — няне великого русского поэта Александра Сергеевича Пушкина. Расположен в деревне Кобрино Гатчинского района Ленинградской области, в доме № 27.
Был открыт 3 июля 1974 года. До 2006 года был филиалом музея «Дом станционного смотрителя». С 2009 года входит в состав Сообщества пушкинских музеев.
Является филиалом государственного учреждения культуры «Музейное агентство», входит в туристские маршруты «Пушкинское кольцо Гатчинского района» и «По святым местам Гатчинского района».

## История
Из исторических документов известно, что Арина Родионовна жила в этой деревне со времени своего замужества в 1781 году и до 1798 года, когда она уехала вместе с семьёй Пушкиных в Москву. Подлинный дом няни А. С. Пушкина не сохранился. Экспозиция музея организована в крестьянской избе XIX века, принадлежавшей дальним родственникам Арины Родионовны.
В 1951 году старый дом выкупила учительница Кобринской школы Наталья Михайловна Ныркова. К этому моменту дом был в ветхом состоянии, но Наталья Михайловна как могла сохраняла его для потомков. Открытию музея способствовала старший научный сотрудник Всероссийского музея А. С. Пушкина, заслуженный работник культуры России Нина Ивановна Грановская.

## Экспозиция
В доме Арины Родионовны воссоздано убранство крестьянской избы конца XVIII века. Единственная вещь, выставленная в музее, которая, по преданию, принадлежала няне великого поэта — это сумка-торба, изготовленная из домотканого полотна. Остальные экспонаты приносили местные жители, реставрация исторического дома тоже проводилась силами кобринцев.